# Делапьер, Николя Бенжамен
Николя Бенжамен Делапьер (фр. Nicolas Benjamin Delapierre; 1730-е, Круа-Русс — 23 января 1802, там же) — французский художник-портретист, работавший в России, представитель Россики.

## Биография
Родился в 1730-е годах (в источниках встречаются приблизительные даты: около 1734 и около 1739) в городке Круа-Русс поблизости от Лиона (ныне является одним из районов последнего). Учился живописи под руководством Шарля Ван Лоо и Жана-Батиста Шардена. 
Не позднее 1767 года приехал в Россию, где был тепло встречен и получил ряд престижных заказов. 
В 1770 году Делапьер стал академиком (действительным членом) Императорской академии художеств в Санкт-Петербурге; был преподавателем названной академии.
Помимо Санкт-Петербурга, работал в Москве, где создал парадный портрет графа Петра Борисовича Шереметева, ныне украшающий один из залов музея-усадьбы Кусково. 
Кроме того, Делапьером были созданы хранящиеся в музее-усадьбе Кусково портреты сына и дочери Петра Борисовича Шереметева: графа Николая Петровича Шереметева и Варвары Петровны Шереметевой, в замужестве графини Разумовской, а также воспитанницы Петра Борисовича, крещённой калмычки Анны Николаевны (входит в состав постоянной экспозиции музея-усадьбы). 
В Петербурге Делапьер создал портрет наследника престола, Павла Петровича (будущего императора Павла I) в адмиральском мундире (Государственная Третьяковская галерея, Москва, запасники) и портрет скульптора Николя Франсуа Жилле, который, как и сам Делапьер, был французом, многие годы жившим в Санкт-Петербурге (Государственный Русский музей).
Не позднее 1786 года (по другим данным, в 1785) Делапьер вернулся во Францию, где вновь поселился на своей малой родине, в городке Круа-Русс поблизости от Лиона. Там он продолжал занятие портретной живописью, однако громкой известности не достиг. 
Делапьер скончался в Круа-Русс 2 января 1802 года.
В XX веке в Соединённых штатах Америки возник спекулятивный интерес к личности Делапьера, связанный с одной из его работ, неоднократно выставлявшейся на американских аукционах. «Портрет неизвестного молодого человека», подписанный и датированный 1785 годом, изображает юношу, на столе рядом с которым лежит только что отпечатанная брошюра за авторством Мирабо. Четыре года спустя Мирабо предстояло сыграть значительную роль в событиях Великой французской революции, во многом благодаря идеям, впервые изложенным в этой брошюре. Однако в 1785 году Мирабо ещё не был широко известным человеком, поэтому интерес изображённого юноши (который, в силу молодого возраста, явно не может быть самим Мирабо) к данному тексту, в свою очередь, вызвал интерес у искусствоведов. Некоторые из них предположили, впрочем безо всяких на то оснований, что на портрете изображён молодой Томас Джефферсон, что способствовало росту цены портрета при его неоднократных перепродажах.

## Галерея

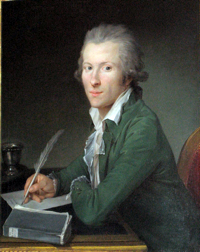
Портрет неизвестного молодого человека, 1785, частная коллекция, США
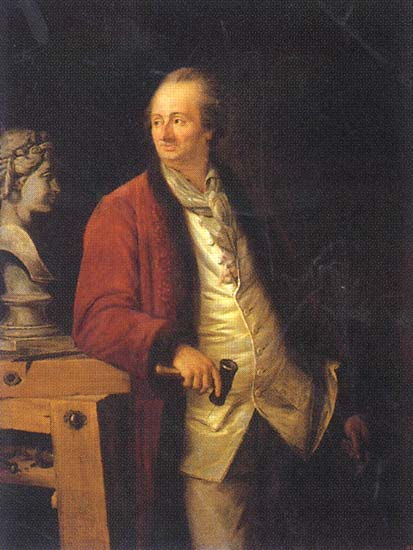
Портрет скульптора Николя Франсуа Жилле, 1770, Государственный Русский музей, Санкт-Петербург
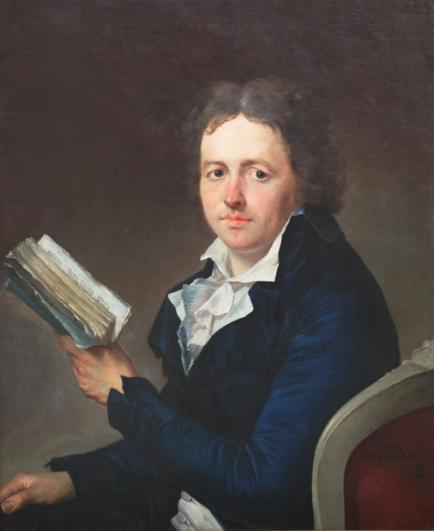
Портрет педагога Жозефа Жакото, 1798, частное собрание
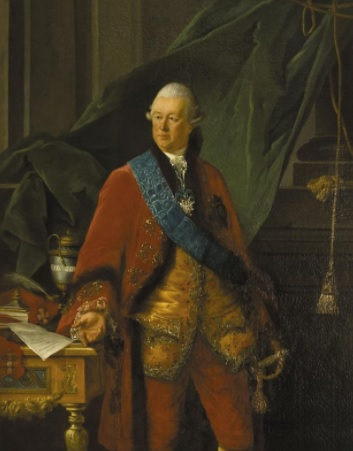
Парадный портрет графа Петра Борисовича Шереметева. Музей-усадьба Кусково, Москва
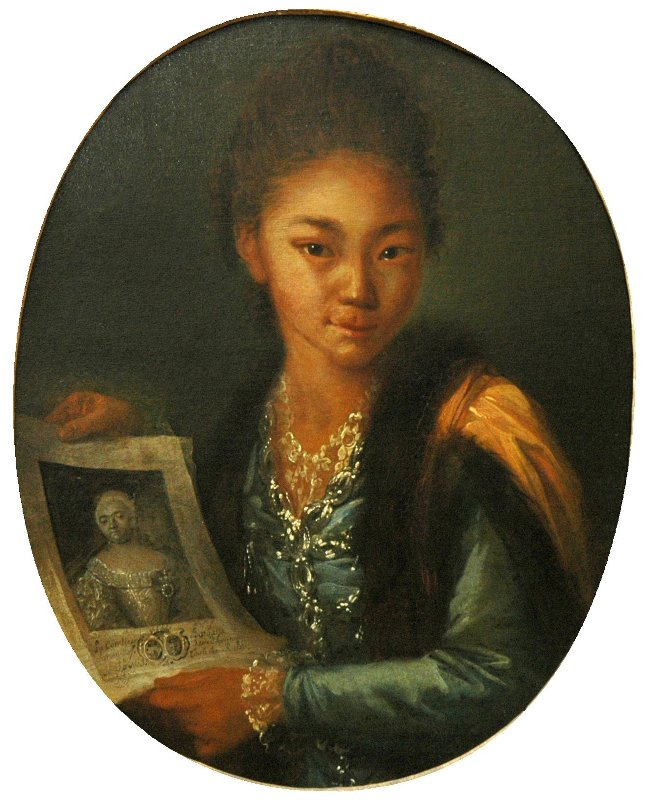
Портрет крещённой калмычки Анны Николаевны, воспитанницы графа Петра Борисовича Шереметева. Музей-усадьба Кусково, Москва
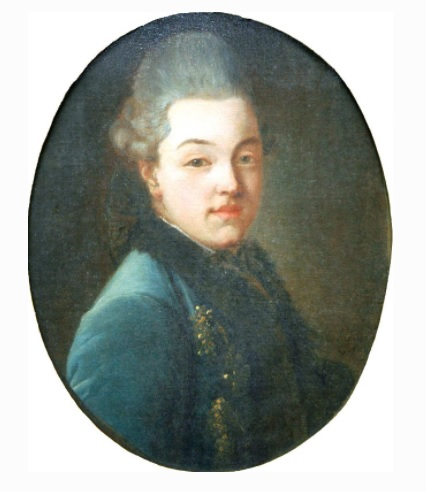
Портрет графа Николая Петровича Шереметева. Музей-усадьба Кусково, Москва
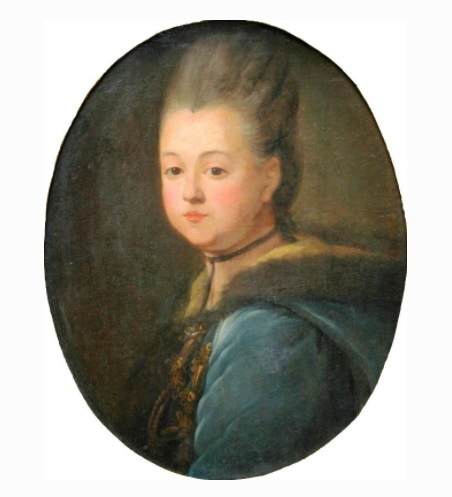
Портрет графини Варвары Петровны Шереметевой, в браке графини Разумовской. Музей-усадьба Кусково, Москва
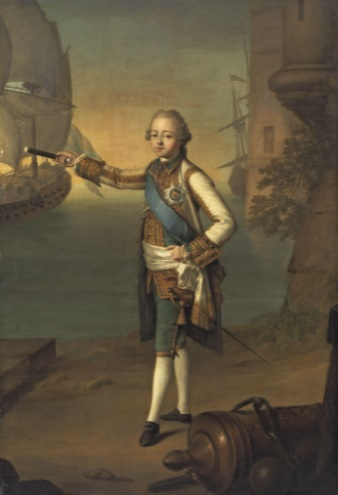
Портрет цесаревича Павла Петровича в адмиральском мундире. 1767, Государственная Третьяковская галерея, Москва